# David Resnick (Komponist)
David Resnick (* 1953 in Iowa) ist ein US-amerikanischer Komponist und Musikpädagoge.
Resnick studierte Musikerziehung am St. Ambrose College und an der Northern Illinois University, nahm Saxophonunterricht bei Eugene Rousseau und besuchte Workshops des Dirigenten Thomas Lee an der UCLA. Seit 1984 lebt er in Dubuque und ist dort seit 1994 Leiter des Departments für Instrumentalmusik der Clarke University. Er leitet das Blech- und das Holzbläserensemble sowie die Jazzband der Universität und wirkte als Gastdirigent verschiedener Ensembles in Iowa, Illinois und Nebraska. Er spielt Saxophon, Klarinette bzw. Klavier in verschiedenen professionellen Bands in Dubuque und unterrichtet zudem elektroakustische Musik, Orchestration und Instrumentaltechnik. Als Komponist trat er mit Werken für Band, für Chor, Saxophonquartett und Streichorchester hervor. U.a. komponierte er auch die offizielle Hymne der Stadt Davenport A Bit of Heaven in Davenport.